# Бистре (Ліський повіт)
Бистре (пол. Bystre) — селище в гміні Балигород повіті Ліському Підкарпатського воєводства Республіки Польща, знаходиться на прадавніх українських етнічних теренах.
Село розташоване на дорозі 893 з м. Лісько до с. Тісна, на відстані 24 км від Ліська і 13 км від Тісної. Через село протікає річка Яблінка, яка впадає в річку Гочівка.

## Історія
На 1732 рік відомі жителі села — Данило Василів, Гацько Іванків. В цьому році тут значиться млин. 
На 1785 рік село мало 6.46 км² земель. В ньому проживали 61 греко-католик, 20 римо-католиків і 6 юдеїв.
1840 — 133 греко-кат.
1859 — 78 греко-кат.
1879 — 78 греко-кат.
1899 — 124 греко-кат.
1926 — 128 греко-кат.
1936 — 168 греко-кат.
В 1939 р. в селі було переважно лемківське населення: зі 170 жителів — 160 українців і 10 поляків. Село входило до складу Ліського повіту Львівського воєводства Польської Республіки.
В 1946-47 рр. все українське населення було насильно вислане з своїх прадавніх земель в СРСР і північні райони Польщі.
Поблизу сусіднього села Яблінки сотнями УПА «Хріна» і «Стаха» 28 березня 1947 року був убитий польський генерал Кароль Сверчевський та його охоронець і водій. Польська сторінка вікіпедії про село Бистре містить анекдотичний набір вигадок щодо вбивства партизанами карателів, які суперечать навіть сторінці польської вікіпедії про Сверчевського.

## Церква Різдва Діви Марії
У селі була стара філіальна греко-католицька церква Різдва Діви Марії. Церква побудована в 1821 році, оновлена в 1902 році. Парафія в м. Балигород (Балигородський деканат Перемиської єпархії) на відстані 4 км. Спалена під час Першої світової війни. Частково збереглося греко-католицьке кладовище з 6-ма надгробками, яке було при церкві, серед них могила Йосифа Каласанта Йораща (1817-1878), власника с. Лубне. 

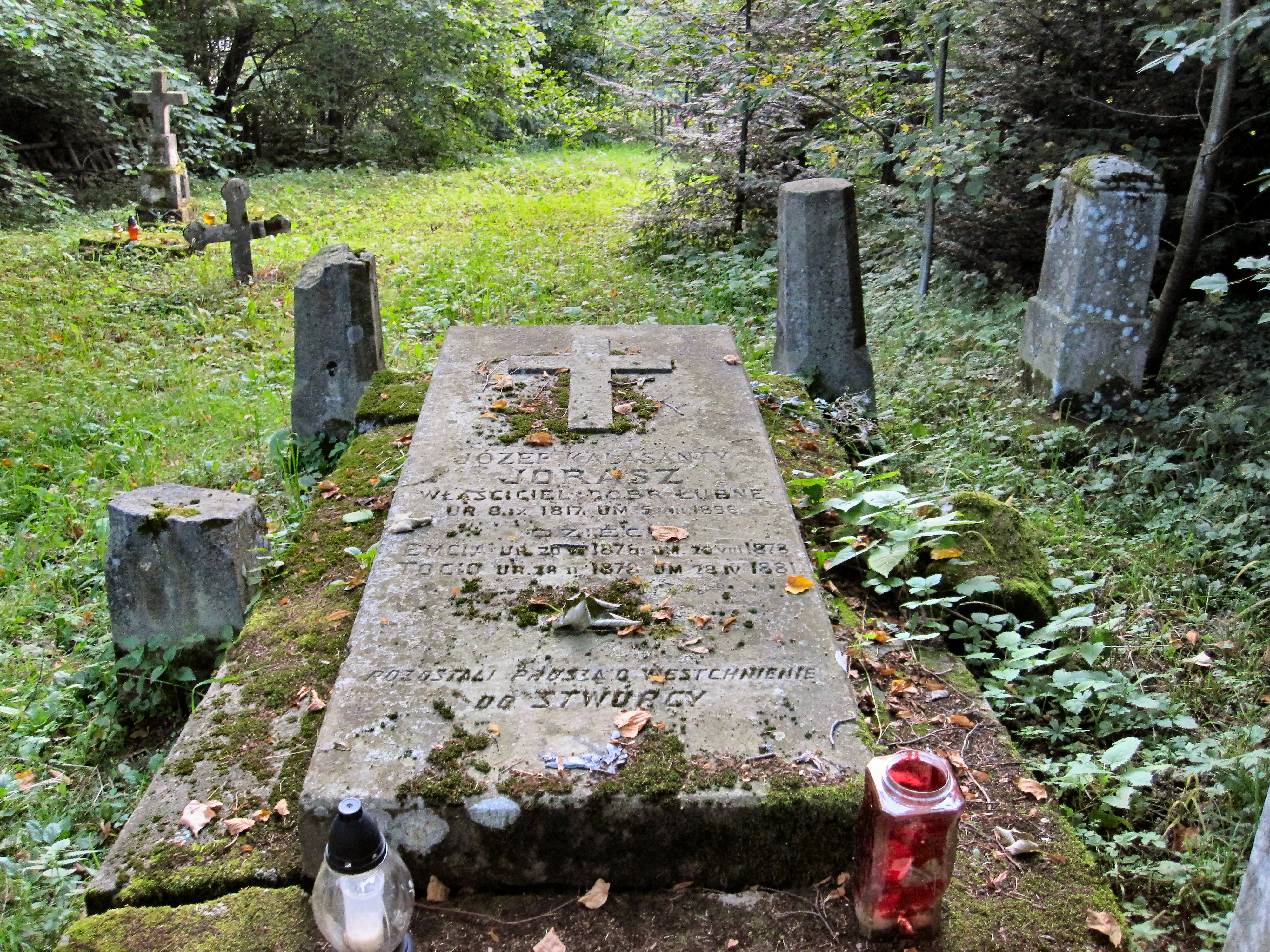
Греко-католицьке кладовище в селі Бистре